# Crenuchus
Crenuchus is een monotypisch geslacht van straalvinnige vissen uit de familie van de grondzalmen (Crenuchidae).

## Soort
- Crenuchus spilurus Günther, 1863